# Swertia elata
Swertia elata är en gentianaväxtart som beskrevs av H. Smith. Swertia elata ingår i släktet Swertia och familjen gentianaväxter. Inga underarter finns listade i Catalogue of Life.